# Konrad Grallert von Cebrów
Konrad Grallert von Cebrów (n. 1865 – d. 1942) a fost unul dintre generalii Armatei Austro-Ungare din Primul Război Mondial.
A îndeplinit funcția de comandant al Diviziei 61 Infanterie austro-ungară în campania acesteia împotriva României, având gradul de general-maior.:pp. 184-185